# 傷口癒合
伤口愈合或創伤愈合（Wound healing）是创伤後人体皮肤和表皮组织再生的自然过程。正常來說，皮膚的表皮（最外層）和真皮（內部或深層）存在於一個平衡的狀態，以形成一個保護傷口的屏障。而當焦痂破裂，正常的傷口癒合過程便會迅速地開始。其基本过程包括以下阶段：止血期、炎症期、增生期、成熟期及重塑期。
當皮膚受損後，一套複雜的生化程序將修復其損傷。在受傷後的幾分鐘內，血小板將在創傷附近處形成纖維蛋白凝塊，以用作止血。

## 炎症期
- 凝结级联
- 血小板
- 血管收缩与舒张
- 中性粒细胞
- 巨噬细胞

## 增生期

### 纖維增生及肉芽組織形成
成纤维细胞參與這個過程。胶原蛋白沉澱於細胞外基質。

### 上皮再生

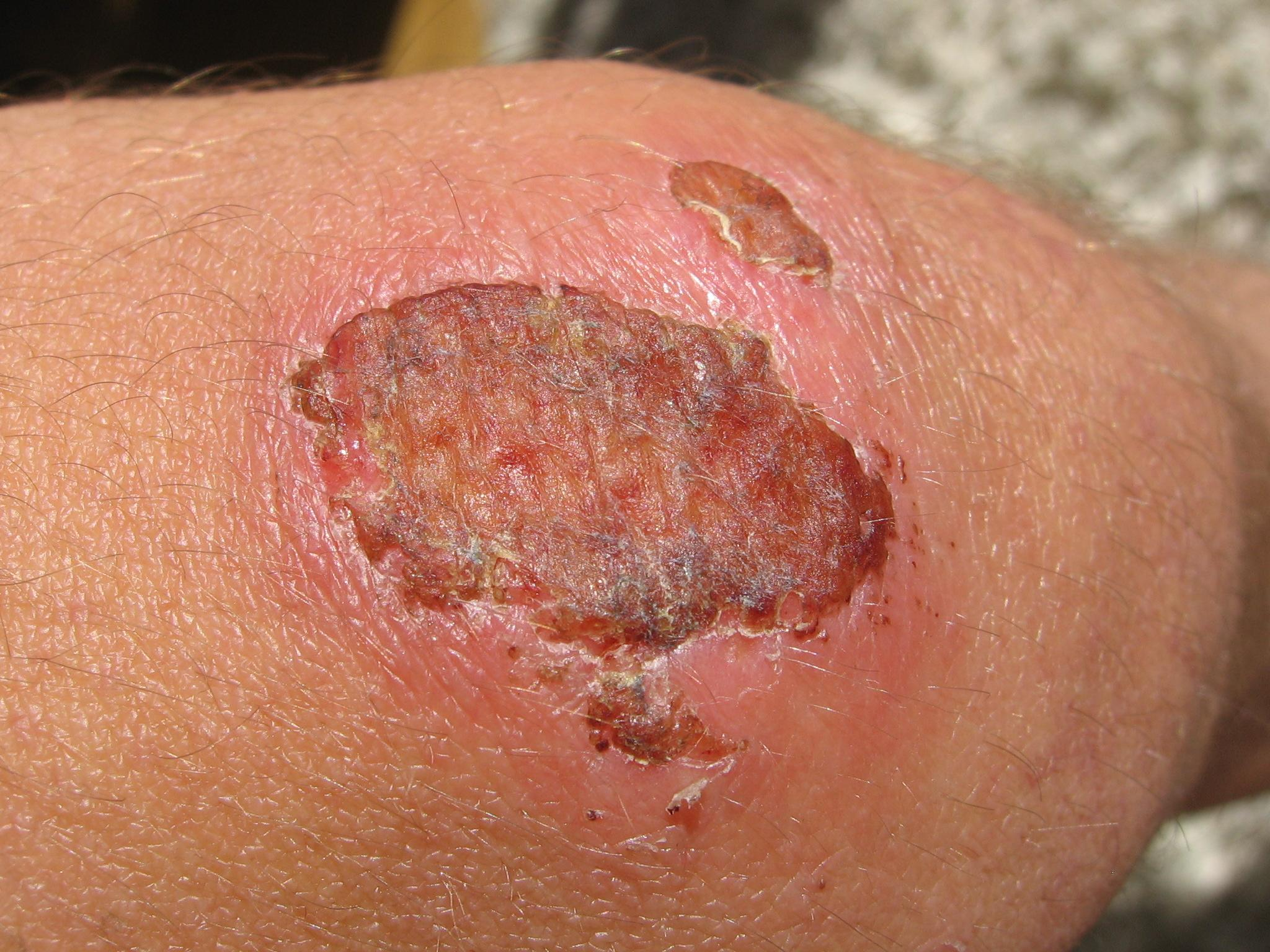
位於人體膝蓋處的痂

「痂」是指伤口表面形成的塊狀物，質硬，主要成分為血小板、纤维蛋白、细菌殘骸等。生成痂的過程稱為「结痂」，是生物體的一種自我保護機制，防止傷口繼續出血，在傷口癒合後會自行脱落。

### 收缩
如果收縮期的時間持續過長，可能會導致變形毀容和功能喪失。

## 创伤愈合的类型

### 一期愈合
见于组织缺少、创缘整齐、无感染、对合紧密的创口，修复以原来细胞为主，炎症反应轻，愈合时间短，形成疤痕少。如皮肤的无菌手术切口。

### 二期愈合
见于组织缺损大，创缘不整齐、伴有感染，对合不齐，以纤维性修复为主，炎症反应重，愈合时间长，会形成大疤痕。

### 痂下愈合
伤口表面的血液、渗出物及坏死组织干燥后形成硬痂，在其下面进行上述愈合过程，待上皮在上皮完成后即脱落。痂下愈合所需时间较长。
1. ↑  Hinz B. . European Journal of Cell Biology. April 2006, 85 (3–4): 175–81. PMID 16546559. doi:10.1016/j.ejcb.2005.09.004.